# لكضمية (المحويت)

تعديل مصدري - تعديل

لكضمية هي إحدى قرى عزلة الحواصلــة بمديرية المحويت التابعة لمحافظة المحويت، بلغ تعداد سكانها 22 نسمة حسب تعداد اليمن لعام 2004.